# Letizia Battaglia
Letizia Battaglia (Palermo, 5 de marzo de 1935-Palermo, 13 de abril de 2022) fue una fotógrafa, fotorreportera y política italiana.

## Trayectoria
Tras su divorcio, se estableció en Milán, donde trabajó como reportera y aprendió fotografía; más tarde de vuelta en Palermo, fue jefa de fotografía de la revista  L'Ora.
Más tarde, ganó gran notoriedad con fotos sobre la mafia siciliana.
Como política, fue edil con la Federación de los Verdes cuando se eligió como alcalde de Palermo a Leoluca Orlando.
En 2008, hizo un cameo en Palermo Shooting.
Con su primer marido tuvo tres hijas: Cinzia, Shobha y Patrizia Stagnitta.